# Emanuele De Deo
Emmanuele De Deo (Minervino Murge, 11 giugno 1772 – Napoli, 18 ottobre 1794) è stato un patriota italiano.
Operò nelle agitazioni politiche che prepararono la Repubblica Napoletana del 1799.

## Biografia
Appartenente a famiglia facoltosa di Gioia di Bari (l'attuale Gioia del Colle), fu educato nel collegio degli Scolopi a Napoli.
Aderì agli ideali della Rivoluzione francese, collaborò con il fondatore della Società Giacobina napoletana, Carlo Lauberg. Fu iniziato alla massoneria probabilmente nel 1793, nella loggia napoletana "Perfect Union Lodge nº 368".
In una cena, tenutasi a Gioia il 6 dicembre 1793, il giovane De Deo ebbe espressioni minacciose nei confronti del re Ferdinando IV e con un coltello ne minacciò l'effigie. La delazione di un sacerdote presente fece aprire un'inquisizione e il 9 maggio 1794 De Deo fu incarcerato insieme ad altre persone, tra cui Vincenzo Galiani e Vincenzo Vitaliani.
Intimatogli di denunciare i compagni per aver salva la vita – nel sistema borbonico la delazione in cambio della commutazione della pena o della liberazione si chiamava truglio – De Deo si rifiutò e fu condannato all'impiccagione.
Il 17 ottobre 1794, in una lettera di forte carica morale diretta al fratello Giuseppe (che inizialmente era stato incarcerato con le stesse accuse), esortò a non intercedere per salvargli la vita. Egli spiegò così le ragioni della sua fermezza: «io la mia sorte l'invidierei negli altri», «il mio destino è certo, ed io l'attendo con intrepidezza e maschio coraggio».
La sentenza dispose che De Deo prima di morire fosse torturato per strappargli i nomi dei complici, ma dalla sua bocca non uscì alcuna delazione. Neppure la difesa del giurista Mario Pagano era servita a evitargli l'impiccagione.
La condanna fu eseguita il 18 ottobre 1794. La giovane età di De Deo e i motivi ideali che lo avevano mosso suscitarono un'inquietudine che superò i confini del Regno di Napoli.

## Per ricordarlo
Il Monitore Napoletano, diretto da Eleonora Fonseca Pimentel, nel suo numero inaugurale (2 febbraio 1799) rese onore al «virtuoso silenzio» e alla «lealtà verso i suoi compagni» di De Deo.
A De Deo fu dedicato un monumento, innalzato nel 1887 nella piazza del suo paese natale, sul quale un'epigrafe, dettata da Giovanni Bovio, recita: «Parla da ogni pietra / la religione nova / dell'emancipazione umana / e risorgono in ogni città / le sembianze dei ribelli / che da' patiboli, dagli ergastoli / da' campi / mandarono sangue e vaticini / Minervino ha qui evocato / con cuore di Madre / Emanuele De Deo».
Anche il Comune di Napoli (18 ottobre 1997) e l'Università degli Studi di Bari hanno dedicato a De Deo una lapide. Quella di Bari, che ora si trova nel cortile della Facoltà di Giurisprudenza, fu dettata da Francesco Maria de Roberti.